# سيسنا أن جي بي
سينا أن جي بي (Cessna Next Generation Propeller، مراوح الجيل التالي) هي طائرة تجريببة طورتها شركة سيسنا لإثبات فكرة  تصميم طائرات مستقبلية خفيفة بمحرك متردد واحد بعدة هبوط ثابتة وبجناح عالي النتؤ تستخدم لأغراض تجارية وللتدريب على الطيران.

## ل
- Avweb المادة على NGP
- EAA تغطية من الطائرة الستار
- سيروس SR22 أداء المعلمات
- سيروس SR22 معلومات التسعير
- Benenson, توم, (محرر) ، تحلق مجلة أكتوبر 2006 ، ص 21, NGP يعني "الجيل القادم مكبس"
- سيسنا صحفي معلنا NGP - الوصول إلى 16 تشرين الأول / أكتوبر 2006

## وصلات خارجية
- سيسنا NGP الصفحة الرئيسية (نسخة محفوظة في الأرشيف)
- صور من طراز سيسنا NGP على AvWeb
- سيسنا NGP الصحفي (نسخة محفوظة في الأرشيف)